# Lambda (anatomie)
Le lambda est le point craniométrique situé à l'intersection de la suture sagittale et de la suture lambdoïde. Il correspond à l'angle occipital de l'os pariétal.

## Étymologie
Le lambda doit son nom à la lettre grecque lambda, dont la forme minuscule (λ) ressemble à la jonction formée par les sutures.

## Embryologie
Chez le nouveau-né, le lambda est occupé par la fontanelle postérieure.